# 北逃
《北逃》（韓語：크로싱）是於2008年上映的韩国电影。

## 劇情介紹
內容為關於朝鲜居民為了生活向北渡過图们江，偷渡到中國，成為脫北者的故事。電影內容是根據2002年25名脫北者進入位於北京的西班牙大使館請求庇護之真實事件所改編。
朝鲜人金勇修曾是一名足球运动员，退役后在礦場工作，为给患肺结核的妻子买药，决定冒险非法进入中国。当他在中国打工时，为躲避被遣返的危险逃入德国领事馆并受到難民庇護而来到韩国。他的妻子此时在家中病逝，儿子在偷渡中国的途中被抓入勞改营。得知妻子的病逝，让他痛苦不堪“上帝为什么只在韩国而不在北韩？北韩到底怎么啦？” 儿子虽然被帶出勞改营，但在越境进入蒙古戈壁沙漠中不幸餓死，最後父親只有見到兒子的遺體。

## 演員陣容
- 車仁杓：金勇修
- 申明哲：金俊伊
- 朱多英：美善
- 徐英花：勇修妻子
- 鄭仁基：尚哲（美善爸爸）
- 申哲振：中年男子

## 評價
據稱，由於逃往韓國大多數北逃者都有與該電影情節相似的經歷，在首映儀式和記者見面會上，觀眾和演員都流下了眼淚。

## 外部連結
- Official website
- 互联网电影数据库（IMDb）上《Crossing》的资料（英文）
- Crossing （页面存档备份，存于） 韓國電影資料庫
- Crossing（页面存档备份，存于） at HanCinema